# Sétima Emenda à Constituição dos Estados Unidos
A Sétima Emenda à Constituição dos Estados Unidos (Emenda VII) é parte da Carta dos Direitos. Essa emenda determina o direito de haver jurados em determinados julgamentos civis e inibe que uma corte derrube as decisões feitas por um juri.

## Visão geral
Uma versão inicial da Sétima Emenda foi enviada para o Congresso em 1789 por James Madison, junto com outras emendas, em resposta as objeções feitas pelos anti-federalistas do Partido Anti-administração à nova Constituição. O Congresso propôs uma versão revisada da Sétima Emenda para os estados em 28 de setembro de 1789 e, em 15 de dezembro de 1791, a maioria necessária de três quartos dos estados já havia ratificado a emenda. O secretário de estado Thomas Jefferson anunciou a adoção da emenda em 1º de março de 1792.
A Sétima Emenda é considerada como uma das emendas mais claras e diretas da Carta de Direitos. Mesmo que a provisão da Sétima Emenda de haver julgamentos de jurados em casos civis nunca tenha sido formalmente incorporada (i.e., aplicada para os estados), quase todos os estados aceitam essa regra voluntariamente. A proibição de se passar por cima da decisão de um juri se aplica para casos federais, casos estaduais envolvendo a justiça federal, e para a revisão de casos estaduais em cortes federais. O caso United States v. Wonson (1812) estabeleceu o princípio do "teste histórico", que interpretou a emenda se baseando no Direito da Inglaterra para determinar quando o julgamento de um juri seria necessário em um processo civil. A emenda não garante julgamentos por juri em casos avaliados sob a regra do direito marítimo, em processos contra o próprio governo, e muitas vezes, em julgamentos de atribuição de patentes. Em todos os outros casos, o juri pode ser acionado com o consentimento de todos os envolvidos.
A emenda também garante um mínimo de seis pessoas para compor um juri em um julgamento civil. A recompensação de vinte dólares definida pela emenda não tem sido objeto de muitos estudos ou de escritos judiciais e ainda se aplica nos dias atuais, mesmo com a inflação que tem ocorrido desde o final do século XVIII. (20 dólares de 1800 é o equivalente a 300 dólares em 2018).

## Texto
A emenda foi proposta pelo Congresso em 1789 escrita da seguinte forma:
Em concordância com a lei comum, onde o valor em controvérsia deverá exceder vinte dólares, o direito de julgamento por um juri deve ser preservado, e nenhum fato decisão feita por um juri, deverá ser re-examinada em nenhuma corte dos Estados Unidos, também de acordo com as regras da lei comum.